# Sharofiddin Boltaboyev

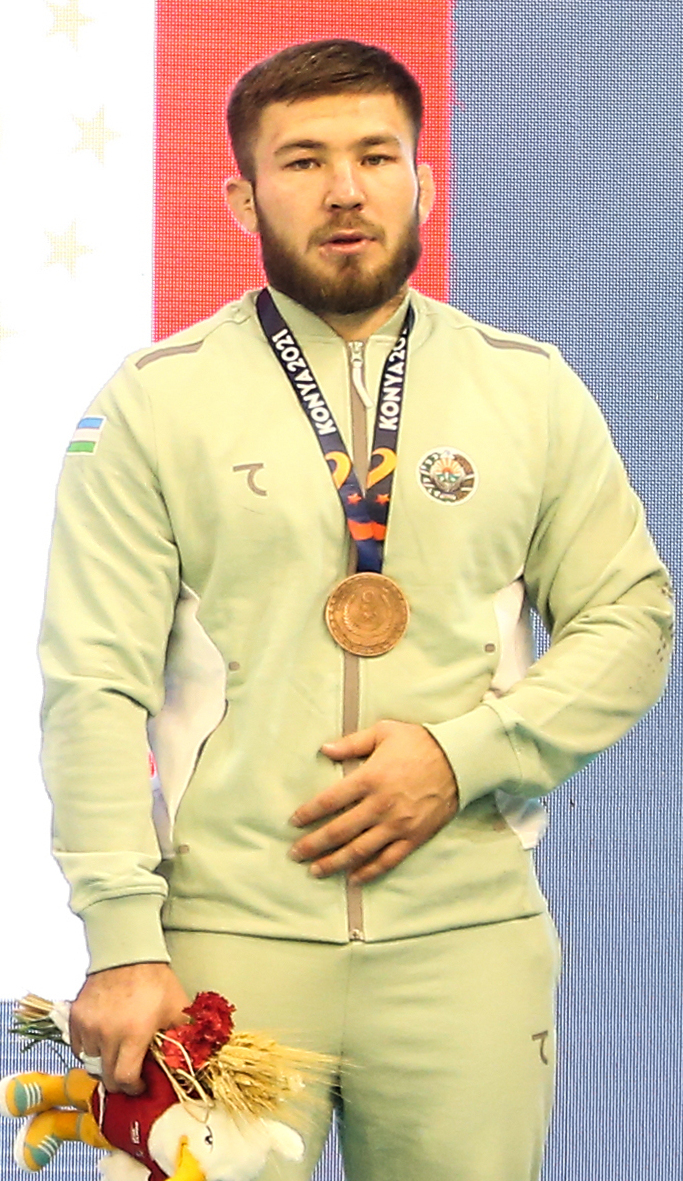
Sharofiddin Boltaboyev (2021)

Sharofiddin Boltaboyev (usbekisch-kyrillisch Шарофиддин Болтабоев; * 19. November 1995) ist ein usbekischer Judoka. Er gewann zwei Silbermedaillen bei Asienmeisterschaften.

## Sportliche Karriere
Sharofiddin Boltaboyev kämpfte bis 2015 im Leichtgewicht, der Gewichtsklasse bis 73 Kilogramm. 2014 war er Fünfter der Juniorenweltmeisterschaften und Zweiter der U21-Asienmeisterschaften. 2015 erreichte er bei den Asienmeisterschaften in Kuwait das Finale und erhielt die Silbermedaille hinter dem Südkoreaner An Chang-rim.
2016 wechselte er ins Halbmittelgewicht, die Gewichtsklasse bis 81 Kilogramm, und wurde usbekischer Landesmeister. 2018 belegte Boltaboyev den siebten Platz bei den Asienspielen in Jakarta. 2019 erreichte er das Finale bei den Asienmeisterschaften in Fudschaira und gewann Silber hinter dem Mongolen Otgonbaataryn Uuganbaatar. Bei den Weltmeisterschaften 2019 in Tokio belegte er den siebten Platz. Anfang 2020 erreichte Boltaboyev das Finale beim Judo-Grand-Slam-Turnier in Paris und belegte den zweiten Platz hinter dem Belgier Matthias Casse. Ein Jahr später gewann er beim Turnier in Tel Aviv sein erstes Grand-Slam-Turnier, wobei er im Finale den für die Mongolei antretenden Saeid Mollaei bezwang. Zwei Wochen danach unterlag Boltaboyev im Finale des Grand-Slam-Turniers in Taschkent dem Italiener Christian Parlati. Bei den Olympischen Spielen in Tokio unterlag Boltaboyev im Viertelfinale dem Österreicher Shamil Borchashvili. Boltaboyev belegte schließlich den siebten Platz. Ebenfalls Siebter wurde er bei den Olympischen Spielen 2024 in Paris.